# NGC 4793
NGC 4793 (również PGC 43939 lub UGC 8033) – galaktyka spiralna z poprzeczką (SBc), znajdująca się w gwiazdozbiorze Warkocza Bereniki. Odkrył ją William Herschel 11 kwietnia 1785 roku. Jest to galaktyka gwiazdotwórcza.